# Mycobacterium manresensis
Mycobacterium manresensis és un micobacteri ambiental aïllat a l'aigua del riu Cardener en el seu pas per Manresa. Es tracta d'una nova espècie del Grup Mycobacterium fortuitum complex. S'ha utilitzat per generar tolerància a baixa dosi contra el Mycobacterium tuberculosis, que atura la progressió de la infecció tuberculosa a tuberculosi activa. Se n'ha generat una forma galènica, Nyaditum resae, per la seva transferència al mercat. Aquesta transferència s'ha portat a terme a través d'una "spin-off" de l'Institut Germans Trias i Pujol: Manremyc. Els estudis clínics de moment n'han demostrat la seva seguretat i immunogenicitat i actualment s'està portant un estudi d'eficàcia a Geòrgia. El producte ja ha estat llicenciat a diferents companyies: Reig Jofré, que portarà el seu desenvolupament a la Unió Europea; Tablets India, per l'Índia i el Nepal, i SRS life Science per diferents països de l'Àsia i l'Àfrica.